# Seznam slovaških kolesarjev
Seznam slovaških kolesarjev.

## J
- Matej Jurčo
- Milan Jurčo

## K
- Monika Kadlecová
- Michael Kolář
- Maroš Kováč

## M
- Tereza Medvedová

## P
- Alžbeta Pavlendová
- Martin Prazdnovski

## S
- Juraj Sagan
- Peter Sagan
- Ján Svorada

## T
- Anton Tkáč

## U
- Katarína Uhlariková

## V
- Peter Velits